# Tiergarten Teltow
Koordinaten: 52° 23′ 52,2″ N, 13° 17′ 12,2″ O
Der Tiergarten Teltow (früher: Vogelpark Teltow mit Streichelzoo) ist ein privater Tierpark in Teltow, einer Stadt im Landkreis Potsdam-Mittelmark in Brandenburg.

## Geschichte
Das Ehepaar Annemarie und Horst Lübeck betrieb seit dem Jahr 1968 einen privaten Vogelpark, den sie im Jahr 1990 für Besucher zugänglich machten. Nach und nach wurde der Vogelpark zum Streichelzoo erweitert. Nach dem Unfalltod seines Vaters 2009 übernahm Lothar Lübeck die Leitung des Vogelparks. Seit dem Jahr 2017 gibt es mit der Stadtverwaltung einen Konflikt um die nachträgliche Genehmigung von Pferdeboxen sowie die weitere Entwicklung und Renovierung des Tierparks. Im Zuge des Betreiberwechsels 2023 mit der neuen Tierparkleiterin Katrin Stiasny erfolgte die Umbenennung in „Tiergarten“.

## Tiere
Im Park sind 300 bis 350 Tiere untergebracht wie Ziegen, Schafe, Esel, Ponys, Hängebauchschweine, Meerschweinchen und Kaninchen, Wildschweine, Damhirsche, Rehe und Ziervögel. Daneben sind auch Exoten wie Nandus, Affen, Papageien, Pfaue und Zierfische zu sehen.